# دشت ریواس زیبد
دشت ریواس زیبَد یا دشت ریواچ یک دشت ریواس در حاشیه کویر گناباد وبجستان است که به دلیل نوع گونه منحصر به فرد از ریواس در ایران و جهان شهرت دارد.

دشت ریواس زیبد.

## جغرافیای دشت ریواس

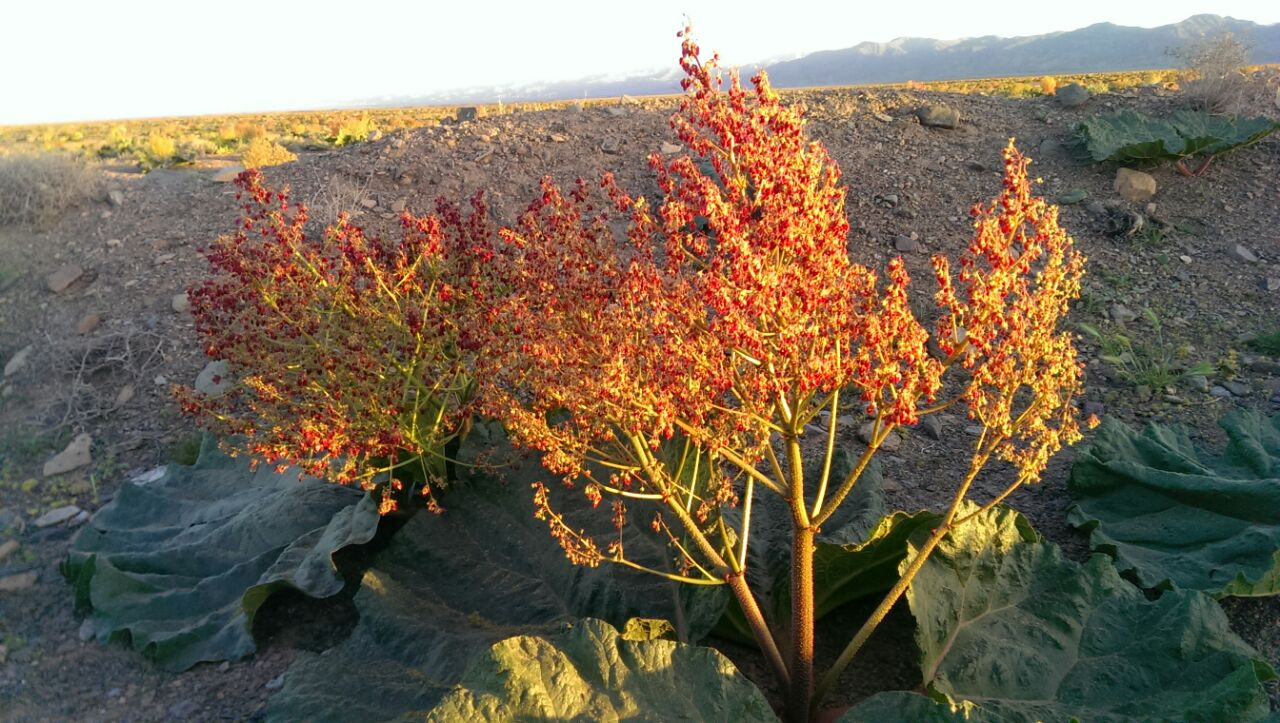
دشت ریواس زیبد

این دشت در فاصله ۱۲ کیلومتری گناباد و در دو سوی جاده دهستان زیبد قرار دارد. دشت ریواس زیبد تنها گونه ریواس از نوع ساقه بلند و سرخ رنگ در ایران و جهان هست که عمری بسیار طولانی دارداین ریواس در طول دو ماه عمر خود به رنگ‌های مختلفی در می آید و سرانجام تمامی برگ‌ها و ساقه و گل به رنگ سرخ در می آید و خشک می‌شود. خواص دارویی ان از قدیم معروف بوده‌است. این دشت درقسمت جنوب شهرستان گناباد و در حاشیه جاده روستاهای دهستان زیبد قرار دارد. 
دشت ریواس زیبد در یک منطقه ۵۰۰ هکتاری به‌طور فشرده‌ای ریواس قرمز دارد و در ۱۴ هزار هکتار دشت زیبد به صورت پراکنده این گونه ریواس رنگی پهن برگ و ساقه بلند وجود دارد که به همراه دشت ریواس شهر بابک دو زیستگاه منحصر به فرد این گونه ریواس در ایران و جهان را دارا است. دشت ریواس زیبد گناباد و دشت ریواس شهربابک مانند فرش قرمزی است که در دشت پهن شده‌است. این گیاه در زمان گلدهی که اوایل اردیبهشت ماه می‌باشد کاملاً به رنگ قرمز در می‌آید و آنچنان صحنهٔ زیبایی را ایجاد می‌کند که هر بیننده‌ای را مجذوب خود می‌کند.
گل ریواس که به گل نشستن آن بسته به شرایط بارندگی دارد در آب و هوای خنک و مناطق کوهستانی رشد می‌کند و دارای منابع غذایی و دارویی بسیاریست و از نظر غذایی دارای ویتامین‌های a,b،c و مواد معدنی همچون کلسیم، پتاسیم و سدیم است، همچنین یک داروی گیاهی است که جهت تمدد اعصاب، رفع نارسایی کبدی و دردهای معده استفاده می‌شود و این گیاه یک انگل کش قوی است. از ساقه آن نیز برای تهیه خورشت، مربا و ترشی استفاده می‌شود اما اگر به گل بشیند برای صنعت رنگرزی و مواد شوینده و برای خوراک دام استفاده می‌شود.

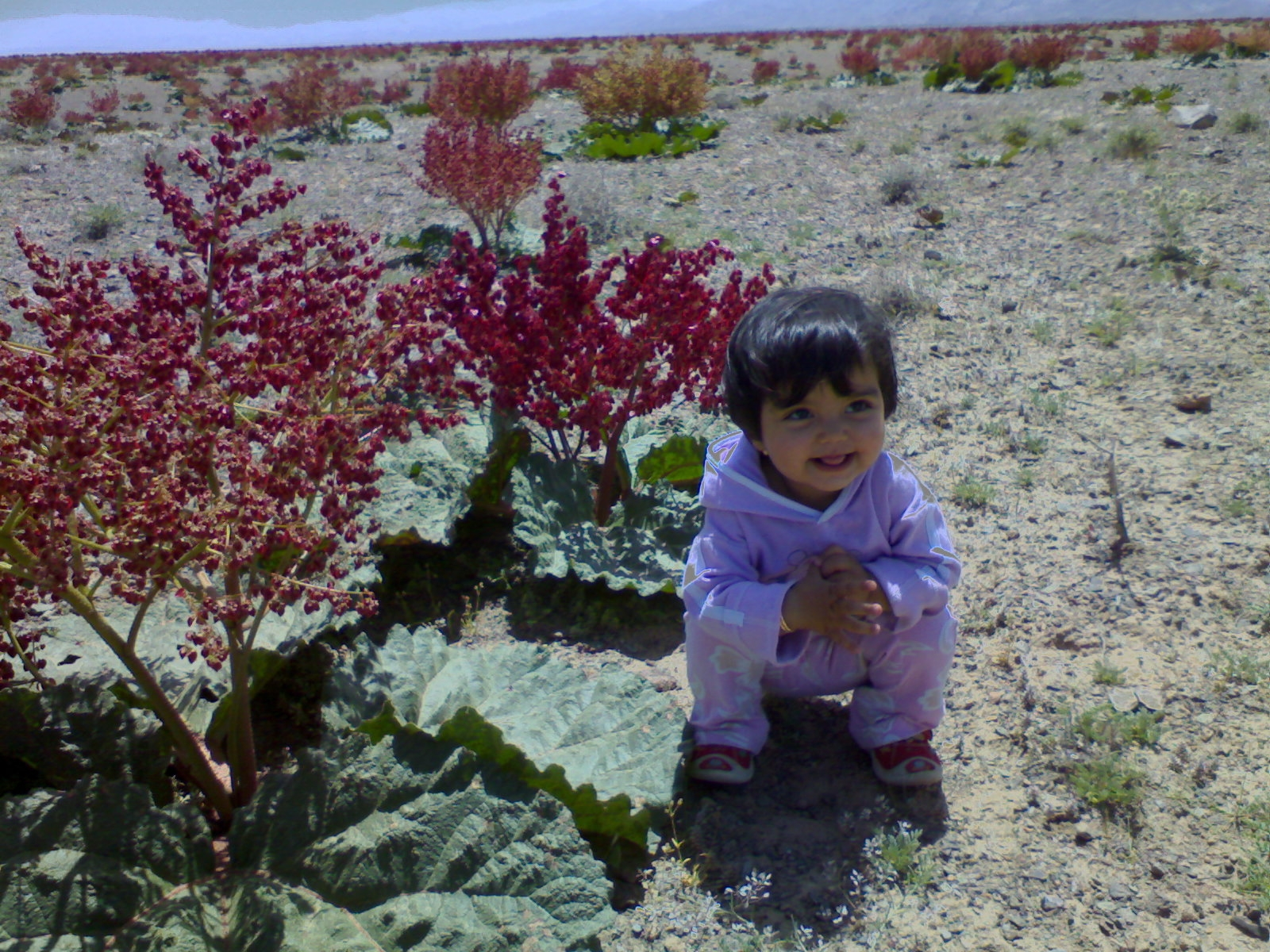

ریواس زیبد از تنوع گل و رنگ برخوردار است و موقع خشک شدن تماماً سرخ رنگ می‌شود.

## دشت خار انگبین
اگرچه دشت زیبد بنام دشت ریواسی معروف است اما در حاشیه آن در بخش جنوبی دشت وسیع خار انگبین یا ترنجبین وجود دارد

## دشت اسپند
در بخش‌هایی از دشت ریواس محوطه‌های گسترده‌ای از رویش اسپند یا اسفند وجود دارد؛ که از آن برای ساخت اسفنجی و دود کردن در مراسم‌های مذهبی استفاده می‌شود.

## کومای زار

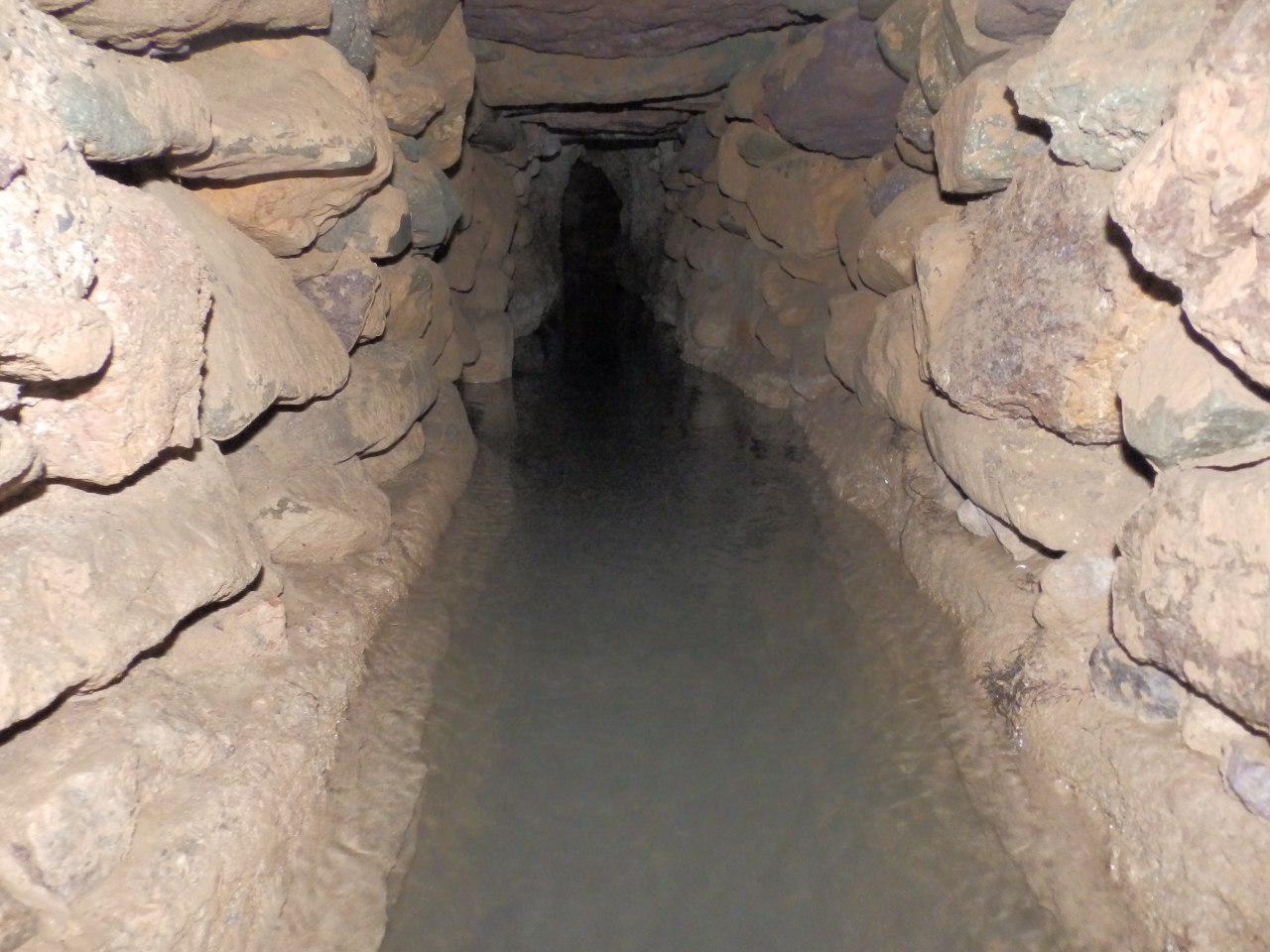
کاریز زیبد گناباد

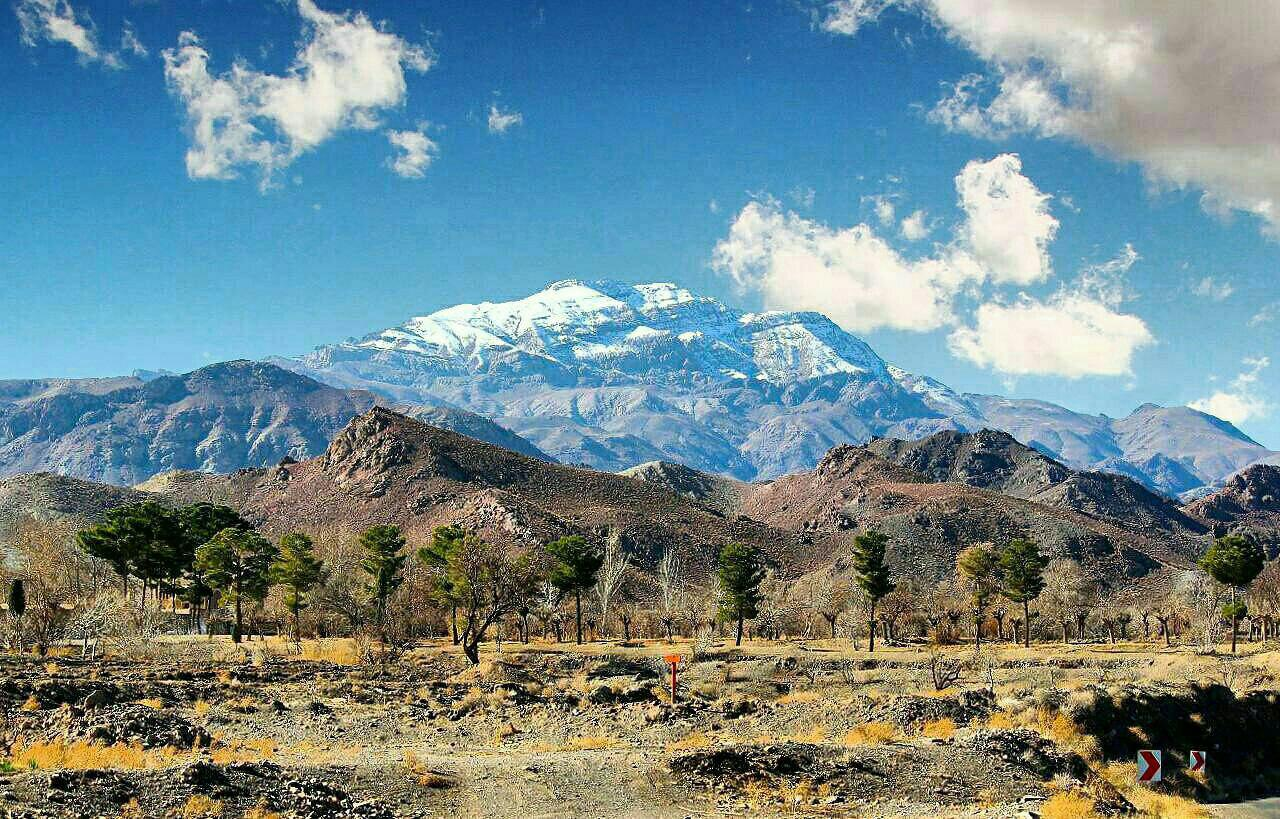
دهستان زیبد

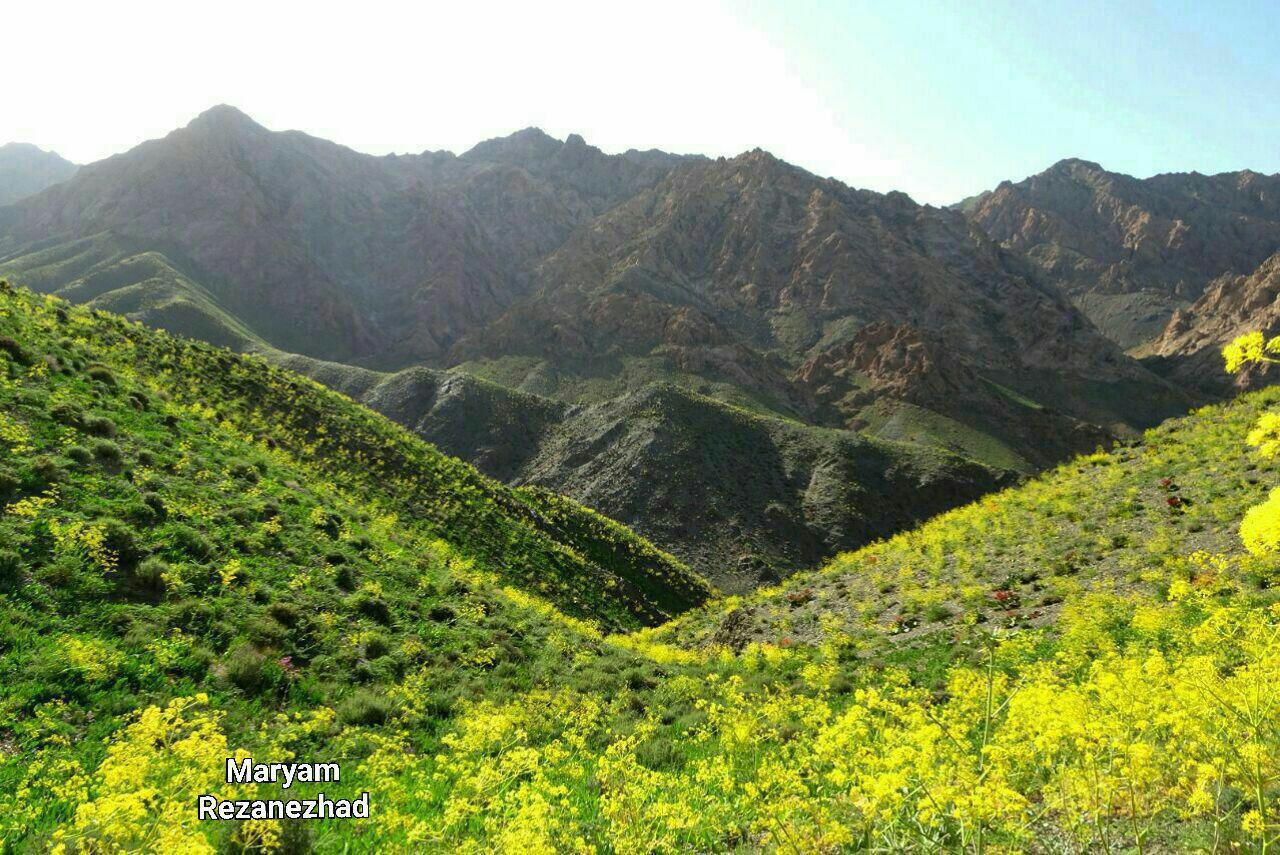
کوما یا فرولا گل و علوفه کویری

## انواع ریواس در ایران
ریواس ریواس ساقه بلند که چوسرخ یا چوب سرخ نام دارد و ریواس بدون ساقه. یک نوع ریواس در دشت زیبد وجود دارد که از ابتدا به صورت قرمز از خاک سر بیرون می آورد. و این گونه بسیار نادر است و در اثر برداشتهای افراطی و غیر علمی خطر انقراض دارد.

## اقدامات ملی برای توسعه ریواس
بتازگی مقامات مربوطه متوجه اهمیت کاشت و برداشت ریواس شده‌اند. اولین همایش منطقه‌ای ریواس و توسعه پایدار روستایی در منطقه گناباد برگزار شد. مجتمع آموزش عالی گناباد در راستای وظایف محول شده از سوی وزارت عتف به منظور تلاش در جهت یافتن مشکلات منطقه‌ای و همچنین در راستای معرفی توانمندی‌های شهرستان گناباد، با همکاری فرمانداری، اداره‌های منابع طبیعی و آبخیزداری، جهاد کشاورزی، دهیاری و شورای اسلامی و انجمن میراث فرهنگی زیبد اولین همایش منطقه‌ای ریواس و توسعه پایدار روستایی را در منطقه گناباد برگزار کرد.
به گزارش مجله باران کویر ، در منطقه کم باران نباید از ریواس استفاده صنعتی کرد زیرا این باعث مردن ریشه ریواس می‌شود در این منطقه بهتر است از ریواس برای چرای دام استفاده شود و برگ‌های آن پس از پایان عمر مفید جمع‌آوری و خوراک دامداری‌ها شود هرگونه استفاده باید بعد از خشک شدن انجام شود . همچنین باید هر سال با روش علمی برای تکثیر و کاشت بذر اقدام شود تا دشت زیبد از تراکم بیشتری و وسعت بیشتری برخوردار شود و مناطق پراکنده پر شود و جذابیت گردشگری پیدا کند و دشت ریواس نمونه کشوری شود.